# Oderberg
Oderberg település Németországban, azon belül Brandenburgban. Lakosainak száma 2107 fő (2023. december 31.). Oderberg Liepe és Chorin községekkel határos.

## Népesség
A település népességének változása:
| Lakosok száma | 2546 | 2171 | 2166 | 2117 | 2143 | 2107 |
|               | 2009 | 2017 | 2019 | 2021 | 2022 | 2023 |